# San Antonio de la Presa
San Antonio de la Presa är en ort i Mexiko.   Den ligger i kommunen Jerécuaro och delstaten Guanajuato, i den centrala delen av landet, 170 km nordväst om huvudstaden Mexico City. San Antonio de la Presa ligger 2 195 meter över havet och antalet invånare är 290.
Terrängen runt San Antonio de la Presa är kuperad österut, men västerut är den platt. Terrängen runt San Antonio de la Presa sluttar västerut. Runt San Antonio de la Presa är det ganska tätbefolkat, med 54 invånare per kvadratkilometer. Närmaste större samhälle är Jerécuaro, 14,9 km söder om San Antonio de la Presa. I omgivningarna runt San Antonio de la Presa växer huvudsakligen savannskog.